# Miguel Ángel Treviño Morales
Miguel Ángel Treviño Morales, alias Z-40 (* 18. November 1970 in Nuevo Laredo), ist ein ehemaliger mexikanischer Drogenboss und Anführer von Los Zetas, einer wegen ihrer Gewalttätigkeit berüchtigten kriminellen Vereinigung.

## Kriminelle Karriere
Ende der 1990er Jahre wurde er als Mitglied von Los Zetas aufgenommen, ohne dass er über eine militärische Ausbildung verfügte. Ab 2005 übernahm er die Kontrolle des Drogenhandels in Nuevo Laredo. Bis Mitte 2012 führte er gegen Heriberto Lazcano, einen bedeutenden Drogenboss von Los Zetas, einen internen Machtkampf.
Sein jüngerer Bruder Oscar Omar Treviño Morales (alias Z-42) gilt ebenfalls als führendes Mitglied von Los Zetas. Ein weiterer Bruder, José Treviño Morales, wurde am 12. Juni 2012 in den USA wegen des Verdachts der Geldwäsche verhaftet. Er soll die kriminellen Aktivitäten des Drogenkartells auf die USA ausgedehnt haben, indem er mit finanzieller Unterstützung seiner beiden Brüder Rennpferde züchtete und durch Pferdewetten Geld wusch.
Treviño Morales stand auf der Liste der 37 meistgesuchten Drogenbosse in Mexiko. Die mexikanische Regierung hatte für Informationen, die zu seiner Verhaftung führen, eine Belohnung von zwei Millionen US-Dollar ausgesetzt und die US-amerikanische eine solche von fünf Millionen US-Dollar.
Am 15. Juli 2013 wurde er auf einer Landstraße in Nuevo Laredo zusammen mit zwei weiteren Bandenmitgliedern von mexikanischen Marineinfanteristen festgenommen. Außerdem wurden beim Zugriff zwei Millionen US-Dollar, acht Waffen und 500 Schuss Munition beschlagnahmt. Sein Auto wurde gestoppt, indem ein Helikopter davor landete.
Am 27. Februar 2025 wurde er – gemeinsam mit 28 anderen Kriminellen – an die Vereinigten Staaten ausgeliefert.